# Watts (Mondkrater)
Watts ist ein Einschlagkrater auf der Mondvorderseite am östlichen Rand des Mare Tranquillitatis, östlich des Kraters da Vinci.
Der Kraterrand ist unregelmäßig und das Innere von Lava geflutet.
Der Krater wurde 1973 von der IAU nach dem US-amerikanischen Astronomen Chester Burleigh Watts offiziell benannt.